# 劉朴 (隆慶進士)
劉朴（1535年—？），字華甫，山西平陽府曲沃縣人，軍籍，明朝政治人物。

## 生平
嘉靖四十年（1561年）辛酉科山西鄉試第六十二名舉人。隆慶二年（1568年）中式戊辰科會試第三百八十四名，三甲第一百八十一名進士。授山东寿光县知县，值大水，城几圯，多方拯溺，民赖以安。岁饥，赈粟煮粥。五年九月丁父忧，起補汲县，升户部主事，监兑凤阳，储政修明。

## 家族
曾祖劉鎰；祖父劉璡，遇例冠帶；父劉淮（1505年-1571年），字必東，號對泉，廪生；母常氏。具庆下。弟劉格、劉柄、劉枰。